# Fulica
Fulica – rodzaj ptaków z rodziny chruścieli (Rallidae).

## Zasięg występowania
Rodzaj obejmuje gatunki występujące w Afryce, Eurazji, Australazji, Ameryce oraz na Hawajach. Gatunek z wysp Mauritius i Reunion wymarł.

## Morfologia
Długość ciała 34–59 cm, rozpiętość skrzydeł 56–85 cm; masa ciała 305–2500 g.

## Systematyka

### Etymologia
- Fulica: łac. fulica, fuliga lub fulix, fulicis „łyska”[11].
- Phalaria: łac. phalaris, phalaridis „niezidentyfikowany ptak wodny”, prawdopodobnie łyska, od gr. φαλαρις phalaris, φαλαριδος phalaridos „niezidentyfikowany ptak wodny”, prawdopodobnie łyska, od φαλος phalos „biały”[12]. Gatunek typowy: Fulcia gigantea Eydoux & Souleyet, 1841.
- Lysca: późnołac. luscicius „modry, niebiesko-szary” (por. łac. luscus „jednooczny”)[13]. Gatunek typowy: Fulica ardesiaca von Tschudi, 1843.
- Lupha: hr. λοφος lophos „czub, tonsura”[14]. Gatunek typowy: Fulica cristata Linnaeus, 1758.
- Lycornis: gr. λυκος lukos „kawka” (tj. czarny); ορνις ornis, ορνιθος ornithos „ptak”[15]. Gatunek typowy: Fulica cornuta Bonaparte, 1853.
- Lophophalaris: gr. λοφος lophos „czub”; φαλαρις phalaris, φαλαριδος phalaridos „płetwo-stopy ptak wodny”, prawdopodobnie łyska[16]. Nowa nazwa dla Lupha Reichenbach, 1852, ze względu na puryzm.
- Palaeolimnas: gr. παλαιος palaios „stary, starożytny”; nowowłac. limnas „wodnik”, od gr. λιμνας limnas „z bagna”, od λιμνη limnē „bagno, mokradło”[17]. Gatunek typowy: †Fulica newtonii Milne-Edwards, 1867.
- Paludiphilus: łac. palus, paludis „bagno, mokradło”; gr. φιλος philos „miłośnik”[18]. Gatunek typowy: †Fulica newtonii Milne-Edwards, 1867.
- Nesophalaris: gr. νησος nēsos „wyspa” (tj. Chatham); φαλαρις phalaris „łyska”[19]. Gatunek typowy: †Fulica chathamensis Forbes, 1892.

### Podział systematyczny
Do rodzaju należą następujące gatunki:
- Fulica rufifrons R.A. Philippi, Sr. & Landbeck, 1861 – łyska czerwonoczelna
- Fulica cornuta Bonaparte, 1853 – łyska rogata
- Fulica gigantea Eydoux & Souleyet, 1841 – łyska wielka
- Fulica armillata Vieillot, 1817 – łyska żółtodzioba
- Fulica newtonii A. Milne-Edwards, 1867 – łyska maskareńska – takson wymarły
- Fulica atra Linnaeus, 1758 – łyska zwyczajna
- Fulica cristata J.F. Gmelin, 1789 – łyska czubata
- Fulica americana J.F. Gmelin, 1789 – łyska amerykańska
- Fulica alai Peale, 1848 – łyska hawajska
- Fulica ardesiaca von Tschudi, 1843 – łyska andyjska
- Fulica leucoptera Vieillot, 1817 – łyska złotoczelna